# Acontias rieppeli
Espèce
Synonymes
- Acontophiops lineatus Sternfeld, 1911

Statut de conservation UICN

 NT  : Quasi menacé
Acontias rieppeli est une espèce de sauriens de la famille des Scincidae.

## Description
C'est un saurien vivipare.

## Répartition et habitat
Cette espèce est endémique du nord du Transvaal en Afrique du Sud. Elle vit dans les prairies de montagne entre 1 600 et 2 000 m d'altitude.

## Taxinomie
Le genre Acontophiops a été synonymisé avec le genre Acontias par Lamb, Biswas & Bauer, 2010, Acontias lineatus étant préoccupé par Acontias lineatus Peters, 1879, ils ont dû fournir un nouveau nom scientifique.

## Étymologie
Cette espèce est nommée en l'honneur d'Olivier C. Rieppel.

## Publications originales
- Lamb, Biswas & Bauer, 2010 : A phylogenetic reassessment of African fossorial skinks in the subfamily Acontinae (Squamata: Scincidae): evidence for parallelism and polyphyly. Zootaxa, no 2657, p. 33–46.
- Sternfeld, 1911 : Zur Reptilien-Fauna Deutsch-Ostafrikas. Sitzungsberichte der Gesellschaft naturforschender Freunde zu Berlin, vol. 1911, p. 245-251 (texte intégral).